# 八二三起义

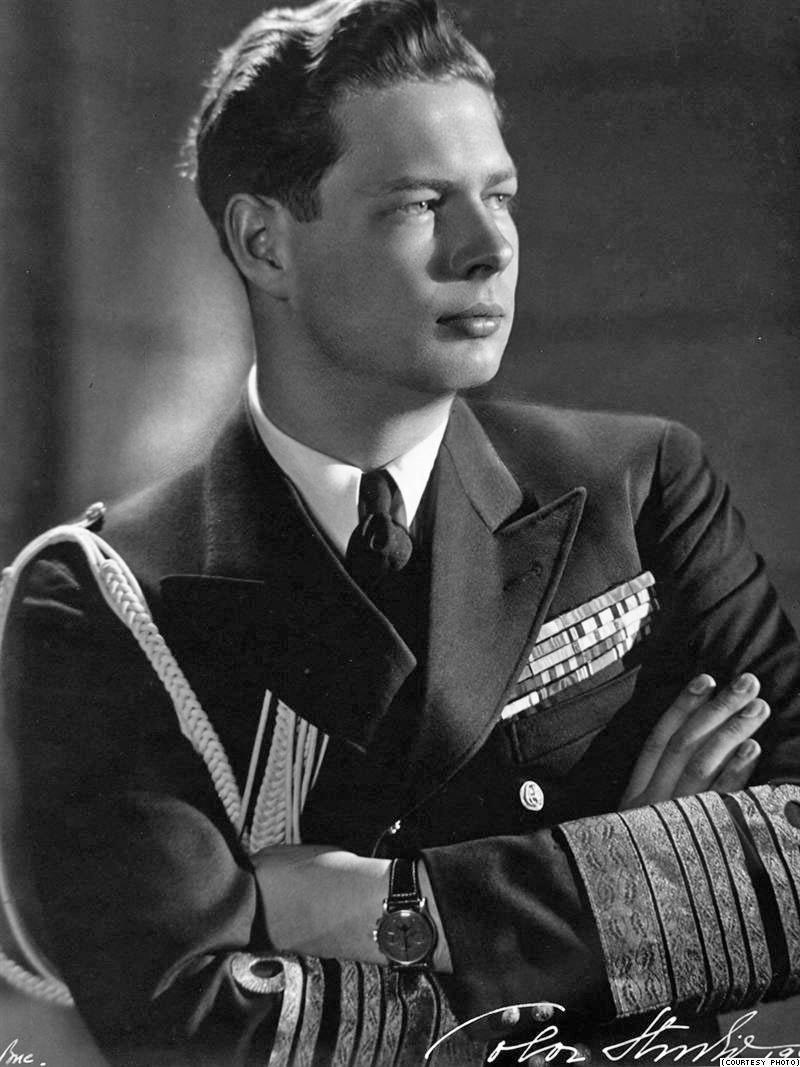
1947年時的米哈伊一世

八二三起义，又称1944年8月23日政变（羅馬尼亞語：Lovitura de stat de la 23 august 1944）或米哈伊国王政变（英語：King Michael's Coup），是指二战蘇德戰爭末期的1944年8月23日，罗马尼亚王国国内发生的反法西斯武装政变，国王米哈伊一世是名义上的政变领导人。同時蘇聯已攻入羅馬尼亞腹地，兵臨布加勒斯特。為了與盟軍停戰，政变令時任羅馬尼亞總理扬·安东内斯库的法西斯政權倒台，新政府对納粹德國宣戰，羅馬尼亞正式退出轴心国，与盟軍结盟。這次政变让羅馬尼亞是繼1943年意大利投降後第二個投降的德國盟友。罗马尼亚共产党的埃米尔·波德纳拉希和卢克雷奇·帕特拉什卡努参与协助发动此次政变。

## 准备
根据西尔维乌·布鲁坎的说法，共产党方面的两名主要阴谋者是埃米尔·波德纳拉希和卢克雷奇·帕特拉什卡努，他们联系了米哈伊国王，准备对扬·安东内斯库发动政变。:20米哈伊国王的代表与共产党人的第一次会晤是在1944年6月13日至14日晚上，在莫西洛尔大道103号的一个共产党人的秘密房子里。除了两名共产党阴谋家外，与会者还有格奥尔基·米哈伊将军、康斯坦丁·瑟讷泰斯库将军和杜米特鲁·德默恰努上校，而米哈伊国王则由伊万·莫乔尼·斯特尔恰男爵（王宫元帅）、米尔恰·扬尼丘（私人秘书）和格里戈雷·尼古列斯库·布泽什蒂（外交顾问）代表。:20
国王的代表提出了吉古尔图计划，国王将通过该计划会见德国驻布加勒斯特大使曼弗雷德·冯·基林格男爵，讨论由扬·吉古尔图领导的内阁取代安东内斯库的问题。共产党认为这个计划“天真而危险”，因为它会警告盖世太保，这意味着德国会进行更多的间谍活动。:20-21
共产党提出了一个替代计划，通过该计划，武装部队总司令米哈伊国王将命令反抗纳粹德国，安东内斯库将被传唤到宫殿，命令与盟军签署停战协议，如果他拒绝，将当场逮捕。:21在此之后，国家民主集团（国家农民党、国家自由党、社会民主党和罗马尼亚共产党）的联合政府将掌权。:21
这一提议得到了军事代表和国王顾问的接受，他们随后说服了米哈伊国王，这是最好的解决方案。:21

## 政变过程
1944年8月23日，国王与亲盟军的反对派政治家联手，在军队的支持下成功发动政变。国王最初被认为只不过是一个“傀儡”，他成功地罢免了安东内斯库。国王向基林格提出了非对抗性撤退，但德国人认为政变是“可逆的”，并试图通过军事袭击扭转局势。
1944年8月23日，国王会见了总理扬·安东内斯库、外交部长米哈伊·安东内斯库（两者无亲属关系）和康斯坦丁·瑟讷泰斯库将军。在持续一个小时的讨论中，扬·安东内斯库向国王通报了前线的情况。米哈伊国王要求安东内斯库退出战争，与盟军和苏联签署停战协议。安东内斯库反驳说，停战协议将被德国废除，并拒绝承诺停战，尤其是与苏联的停战。国王说：“如果是这样的话，我们什么也做不了。”
这引发了政变。一名上校和四名士兵进来逮捕了总理。当晚晚些时候，晚上10点，国王通过广播宣布安东内斯库已被废黜，与盟军和苏联的停战协议将被接受。
罗马尼亚军队，即第一军团、第二军团（正在组建中）、第三军团和第四军团（一个军）的残余部队，根据国王的命令保卫罗马尼亚免受德国的任何袭击。随后，国王提出让罗马尼亚遭受重创的军队站在盟军一边。

## 后续

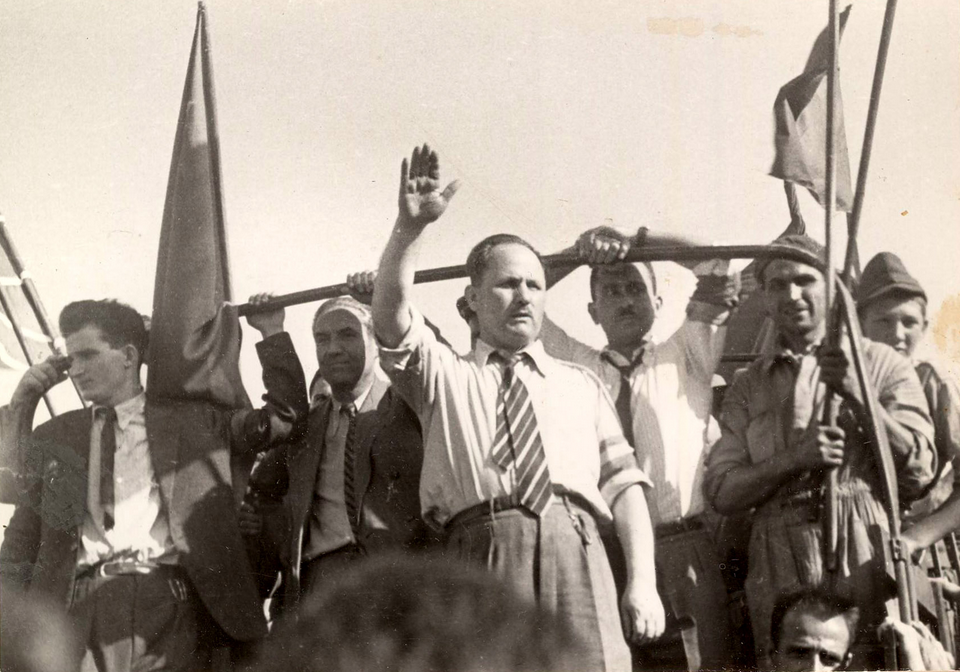
1944年8月30日，尼古拉·齐奥塞斯库、康斯坦丁·阿久以及其他人在布加勒斯特科伦蒂纳迎接苏联红军

匈牙利裔美国历史学家约翰·卢卡奇赞扬了这场政变，他写道：“1944年8月，罗马尼亚人实施了第二次世界大战期间最成功的政变。在德国人近在咫尺的情况下，他们在24小时内转身宣布与苏联、英国和美国结盟。（与意大利的比较再次具有启发性：与这一壮举相比，马基雅维利的后裔只能用拙劣来形容。）”
由于罗马尼亚成功转向，该国大部分经济几乎完好无损。随后石油工业的重建表明，在斯大林统治下的罗马尼亚比在希特勒统治下的分歧力量小。事实上，“占领”更准确地描述了苏联而不是德国在罗马尼亚的存在。与意大利早些时候的投降不同，罗马尼亚的倡议开始瓦解轴心国。一个月内，保加利亚和芬兰也改变了立场，斯洛伐克民族起义开始，9月18日克罗地亚发生未遂政变。在经济上，阿尔伯特·施佩尔认为罗马尼亚的转向是决定性的，因为它不仅剥夺了轴心国的罗马尼亚石油，而且明确地切断了土耳其铬的重要供应。罗马尼亚石油的损失导致希特勒首次承认战争失败。所有这些都是在对罗马尼亚基础设施造成最小破坏的情况下完成的，因为该国的核心从未成为战场。政变也标志着罗马尼亚的行动对更广泛的战争进程产生了最后一次重大影响。
政变加速了红军向罗马尼亚的推进。罗马尼亚历史学家声称，政变将战争缩短了“六个月”。

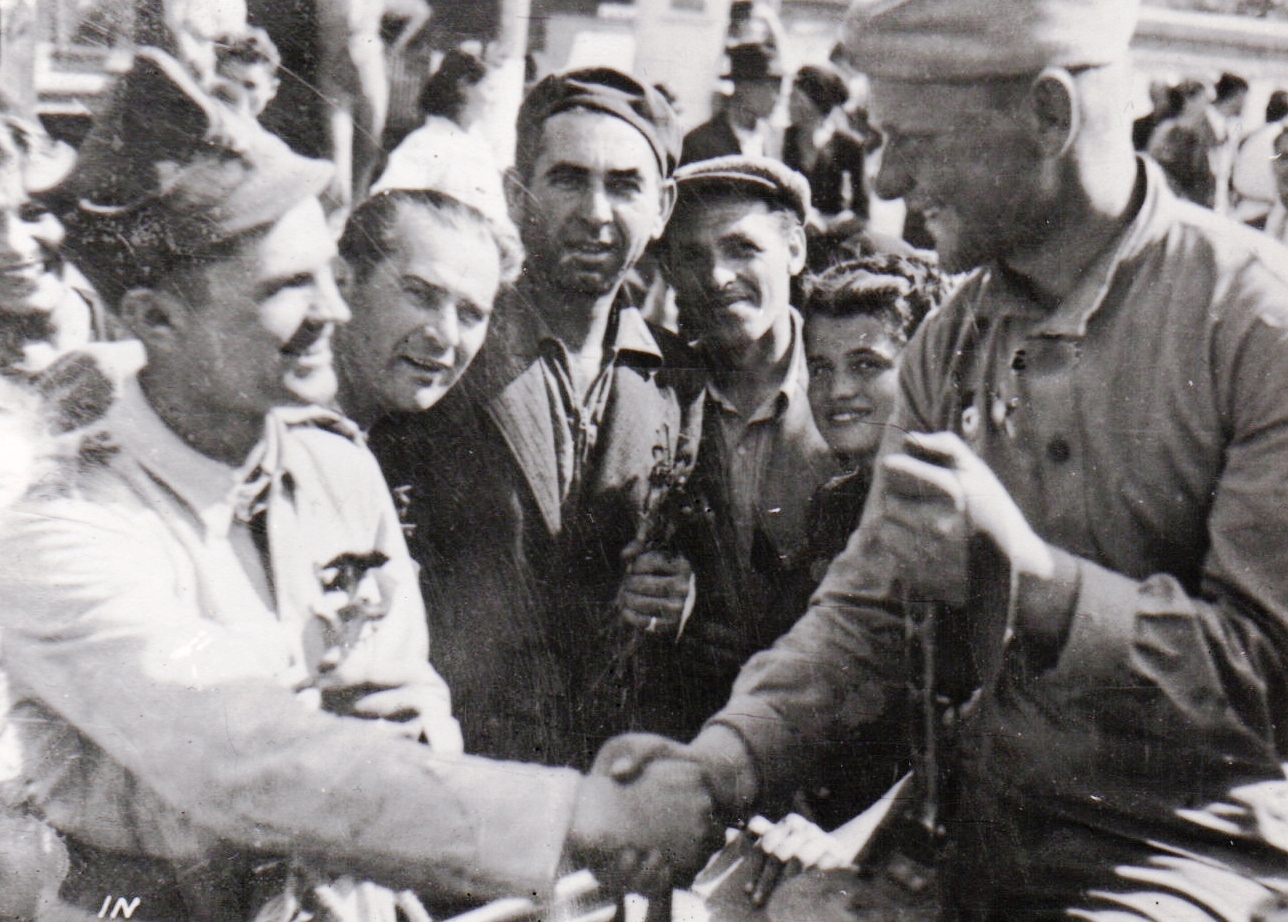
1944年8月30日，罗马尼亚和苏联士兵握手致意

1944年9月12日，盟军正式承认罗马尼亚在战争中事实上的转向。到这一天，苏联军队开始进入罗马尼亚，带走了大约14万罗马尼亚战俘。大约13万罗马尼亚战俘被运往苏联，其中许多人在战俘营中丧生。
停战协议于1944年9月12日根据盟军条款签署。与罗马尼亚签订的《停战协定》第18条规定，“将成立一个盟军管制委员会，在和平结束之前，在代表盟军行事的盟军（苏联）最高司令部的总指挥和命令下，对本条款的执行进行规管和控制。”第18条附件规定，“罗马尼亚政府及其机关应履行盟军管制委员会根据《停战协议》发出的所有指示。”它还明确表示，盟军管制委员会将设在布加勒斯特。根据《停战协定》第14条，设立了两个罗马尼亚人民法庭，审判战争罪犯嫌疑人。
第19条规定将“特兰西瓦尼亚或其大部分”归还罗马尼亚。这一措辞传达了修订《特里亚农条约》的可能性，意在诱使匈牙利也停止与德国并肩作战。1944年10月15日，霍尔蒂·米克洛什确实试图效仿罗马尼亚摆脱德国控制，但他的尝试被挫败。1944年11月至1945年3月，北特兰西瓦尼亚地区处于苏联军事管理之下。1945年3月9日，彼得鲁·格罗查内阁成立三天后，斯大林批准将特兰西瓦尼亚北部全部归还罗马尼亚政府。匈牙利随后收复特兰西瓦尼亚北部部分地区的努力是徒劳的。
1944年10月，英国首相温斯顿·丘吉尔提议与苏联领导人约瑟夫·斯大林就战后如何将东欧划分势力范围达成协议。据报道，双方同意苏联将在罗马尼亚拥有“90%的影响力”。
从停战到战争结束，罗马尼亚军队一直与苏联并肩作战，对抗德国及其剩余盟友。他们在特兰西瓦尼亚、匈牙利和捷克斯洛伐克作战。1945年5月，罗马尼亚第一和第四军团参加了布拉格攻势。罗马尼亚人在盟军一方的战斗中共有169,822人伤亡（各种原因）。
扬·安东内斯库被逮捕；新任总理康斯坦丁·瑟讷泰斯库中将安东内斯库的监护权交给罗马尼亚共产党，后者于9月1日将这位前独裁者移交给苏联。他后来被送回罗马尼亚，1946年被审判并处决。
1945年，约瑟夫·斯大林授予米哈伊国王苏联胜利勋章。一年后，哈里·S·杜鲁门总统授予他最高荣誉勋章（总司令）。然而，在新政权下，他只不过是一个傀儡。1947年，他最终被迫退位并离开该国。这使共产党得以建立共产主义政权。米哈伊一直流亡到1989年罗马尼亚革命后，直到1992年才被允许返回本国。